# Hippocampus coronatus
Hippocampus coronatus, Đông Y gọi là long hạc tử là một loài cá thuộc họ Syngnathidae. Nó là loài đặc hữu của Nhật Bản. Môi trường sống tự nhiên của chúng là đáy nước bán thủy triều.